# Roger Tafam
Roger Tafam, né en 1966 à Bamougoum, est un homme politique camerounais qui est le premier maire élu de la Communauté urbaine de Bafoussam, la troisième ville en taille du Cameroun.

## Biographie

### Enfance, formation et débuts
Roger Tafam est originaire de Bamougoum. Il est diplômé de l'ENAM option douanes.

### Homme politique et maire
Il est élu en février 2020 maire de la ville de Bafoussam,,.

### Vie privée
Roger Tafam est marié et a des enfants.

## Distinctions
- Chevalier de l'ordre de la Valeur du Cameroun, depuis le 20 mai 2021.